# 窒化リチウム
窒化リチウム（ちっかリチウム、lithium nitride）はリチウムの窒化物である。化学式は Li3N、CAS登録番号は [26134-62-3]。式量 34.82、融点 845 ℃、比重 1.28 (20 ℃) の暗赤色六方晶。
アルカリ金属の中ではリチウムだけが単体窒素と加熱時に反応する。
{\displaystyle {\ce {6Li\ + N2 -> 2Li3N}}}
他のアルカリ金属窒化物はアジ化物塩とアルカリ金属を液体アンモニア中で反応させた後に加熱する方法で間接的に合成される。
窒化リチウムは室温で水と反応し、水酸化リチウム (LiOH) とアンモニア (NH3) に分解する。
{\displaystyle {\ce {Li3N\ + 3H2O -> 3LiOH\ + NH3}}}
また、二酸化炭素 (CO2) とも反応して炭酸リチウム (Li2CO3) を与えるので、アルゴンなどの不活性ガスの雰囲気下で取り扱う必要がある。
融点付近では白金とも反応する。